# Abdulelah Al-Amri
Abdulelah Al-Amri (en árabe: عبدالإله العمري‎; Taif, Arabia Saudita, 15 de enero de 1997) es un futbolista saudí. Juega de defensa y su equipo es el Al-Nassr de la Liga Profesional Saudí. Es internacional absoluto por la selección de Arabia Saudita desde 2021.

## Trayectoria
Formado en las inferiores del Al-Nassr, fue promovido al primer equipo en la temporada 2017-18.

## Selección nacional
Fue internacional con la selección sub-20 de Arabia Saudita y la selección sub-23 de Arabia Saudita. Formó parte del plantel que disputó la Copa Mundial de Fútbol Sub-20 de 2017 y los Juegos Olímpicos de Tokio 2020.
Fue citado por primera vez a la selección de Arabia Saudita para la Copa Asiática 2019.
Fue convocado a la Copa Mundial de Fútbol de 2022.

### Participaciones en categorías inferiores
| Copa                                  | Sede          | Resultado        |
| ------------------------------------- | ------------- | ---------------- |
| Copa Mundial de Fútbol Sub-20 de 2017 | Corea del Sur | Octavos de final |
| Campeonato Sub-23 de la AFC 2018      | China         | Fase de grupos   |
| Campeonato Sub-23 de la AFC 2020      | Tailandia     | Subcampeón       |
| Juegos Olímpicos de Tokio 2020        | Japón         | Fase de grupos   |

### Participaciones en Copa Asiática
| Copa               | Sede | Resultado        |
| ------------------ | ---- | ---------------- |
| Copa Asiática 2019 | EAU  | Octavos de final |

### Participaciones en Copas del Mundo
| Copa                           | Sede  | Resultado      |
| ------------------------------ | ----- | -------------- |
| Copa Mundial de Fútbol de 2022 | Catar | Fase de grupos |

## Clubes
| Club                  | País           | Año           |
| --------------------- | -------------- | ------------- |
| Al-Nassr              | Arabia Saudita | 2017-presente |
| Al-Wehda (préstamo)   | Arabia Saudita | 2018-2019     |
| Al-Ittihad (préstamo) | Arabia Saudita | 2024-2025     |

## Palmarés

### Títulos nacionales
| Título                      | Club       | País           | Año  |
| --------------------------- | ---------- | -------------- | ---- |
| Supercopa de Arabia Saudita | Al-Nassr   | Arabia Saudita | 2019 |
| Supercopa de Arabia Saudita | Al-Nassr   | Arabia Saudita | 2020 |
| Liga Profesional Saudí      | Al-Ittihad | Arabia Saudita | 2025 |
| Copa del Rey de Campeones   | Al-Ittihad | Arabia Saudita | 2025 |